# Gruzy
Gruzy [ˈɡruzɨ] (deutsch Gruhsen) ist ein Dorf in der polnischen Woiwodschaft Ermland-Masuren und gehört zur Gmina Biała Piska (Stadt- und Landgemeinde Bialla, 1938 bis 1945 Gehlenburg) im Powiat Piski (Kreis Johannisburg).

## Geographische Lage
Gruzy liegt im Südosten der Woiwodschaft Ermland-Masuren, 1,5 Kilometer nördlich der Grenze zwischen den Woiwodschaften Ermland-Masuren und Podlachien, die hier die bis 1939 bestehende  Staatsgrenze zwischen dem Deutschen Reich und Polen markiert. Bis zur Kreisstadt Pisz (deutsch Johannisburg) sind es 16 Kilometer in nordwestlicher Richtung.

## Geschichte
Das einst Gruseyn, um 1579 Gruschen und vor 1912 Grusen genannte Dorf wurde im Jahre 1471 durch den Deutschen Ritterorden als Freigut mit zehn Hufen gegründet. Einbezogen war die Ortschaft Jeroschen (polnisch Jerosze). Zwischen 1874 und 1945 war die Landgemeinde Gruhsen in den Amtsbezirk Symken (polnisch Szymki) eingegliedert, der – 1938 in „Amtsbezirk Simken“ umbenannt – zum Kreis Johannisburg im Regierungsbezirk Gumbinnen (ab 1905: Regierungsbezirk Allenstein) in der preußischen Provinz Ostpreußen gehörte.
Aufgrund der Bestimmungen des Versailler Vertrags stimmte die Bevölkerung im Abstimmungsgebiet Allenstein, zu dem Grusen gehörte, am 11. Juli 1920 über die weitere staatliche Zugehörigkeit zu Ostpreußen (und damit zu Deutschland) oder den Anschluss an Polen ab. In Grusen stimmten 120 Einwohner für den Verbleib bei Ostpreußen, auf Polen entfielen keine Stimmen.
In Folge des Zweiten Weltkrieges wurde 1945 das gesamte südliche Ostpreußen an Polen überstellt. Das betraf nun auch das Dorf Gruhsen, das die polnische Namensform „Gruzy“ erhielt. Heute ist es Sitz eines Schulzenamtes und somit eine Ortschaft in der Stadt- und Landgemeinde Biała Piska (Bialla, 1938 bis 1945 Gehlenburg) im Powiat Piski (Kreis Johannisburg), bis 1998 der Woiwodschaft Suwałki, seither der Woiwodschaft Ermland-Masuren zugehörig.

### Einwohnerentwicklung
Die Zahl der Einwohner Grusens bzw. Gruhsens und Gruzys nahm – in tabellarischer Übersicht – folgende Entwicklung:
| Jahr | Anzahl | Anmerkungen |
| ---- | ------ | ----------- |
| 1818 | 153    | [ 8 ]       |
| 1838 | 201    |             |
| 1871 | 207    |             |
| 1885 | 212    |             |
| 1895 | 262    |             |
| 1905 | 218    |             |
| 1910 | 197    | [ 9 ]       |
| 1925 | 213    | [ 8 ]       |
| 1933 | 181    | [ 10 ]      |
| 1939 | 156    |             |
| 2011 | 28     | [ 11 ]      |

## Religionen
Bis 1945 war Gruhsen in die evangelische Kirche Kumilsko (1938 bis 1945 Morgen, polnisch Kumielsk) in der Kirchenprovinz Ostpreußen der Kirche der Altpreußischen Union sowie in die römisch-katholische Kirche Johannisburg (polnisch Pisz) im Bistum Ermland eingepfarrt.
Heute orientieren sich die evangelischen Einwohner Gruzys zur Kirchengemeinde in Biała Piska, einer Filialgemeinde der Pfarrei Pisz in der Diözese Masuren der Evangelisch-Augsburgischen Kirche in Polen. Katholischerseits gehört der Ort zur Pfarrei Kumielsk im Bistum Ełk der Römisch-katholischen Kirche in Polen.

## Schule
Gruhsen wurde im Jahre 1737 ein Schulort.

## Verkehr
Gruzy liegt an einer Nebenstraße, die von der Stadt Biała Piska über Kumielsk (Kumilsko, 1938 bis 1945 Morgen) nach Grodzisko (Grodzisko, 1932 bis 1945 Burgdorf) führt und von dort als Kreisstraße (polnisch: „Droga powiatowa“) Nr. 1882B weiter in die Woiwodschaft Podlachien bis nach Żebry. Außerdem verläuft eine Nebenstraße von Liski (Lisken) über Guzki (Gusken) nach Gruzy und dann auch weiter bis nach Danowo in der Woiwodschaft Podlachien. Eine Bahnanbindung besteht nicht.